# Aloe bolusii
Aloe bolusii é uma espécie de liliopsida do gênero Aloe, pertencente à família Asphodelaceae.